# Corridor économique Chine-Pakistan

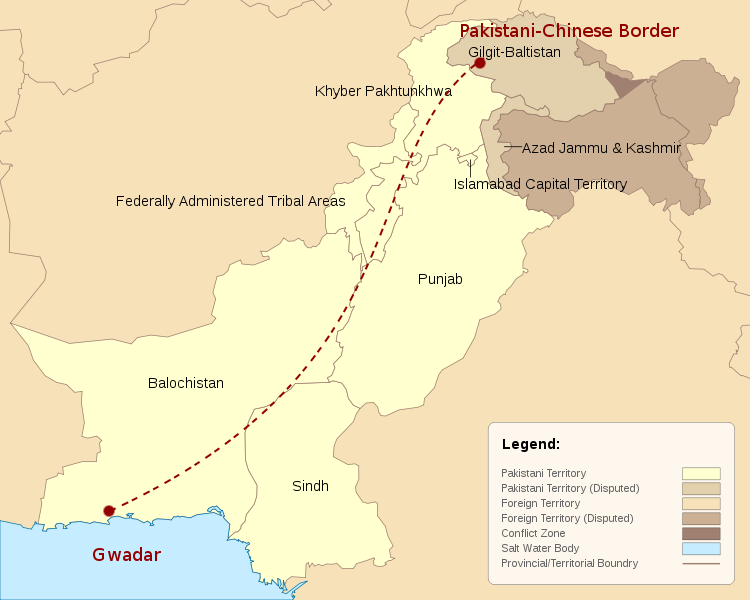
En pointillés, l'un des axes de développement du CPEC.

Le corridor économique Chine-Pakistan (en anglais : China–Pakistan Economic Corridor, CPEC ; en chinois : 中国-巴基斯坦经济走廊 ; en ourdou : پاكستان-چین اقتصادی راہداری) est un ensemble de projets d'infrastructures en construction (en 2017) ou planifié qui touchera l'ensemble du Pakistan. Estimé initialement au coût de 46 milliards $US, sa valeur a été relevée à 62 milliards,,.
Il vise à moderniser rapidement les infrastructures pakistanaises et à renforcer son économie grâce à des réseaux de transport modernes, des projets énergétiques et des zones économiques spéciales (ZES),,,. Signé le 20 avril 2015, il contribue au développement des relations économiques entre les deux pays.

## Accord et objectifs
Dans le cadre de CPEC, des autoroutes et des chemins de fer seront construits pour couvrir l'ensemble du territoire pakistanais. L'inefficacité du réseau de transport actuel réduirait de 3,5 % le PIB annuel pakistanais selon le gouvernement.
Les réseaux de transport relieront les ports de Gwadar et de Karachi au Nord du Pakistan, ainsi que des sites plus au nord, en Chine occidentale et en Asie centrale.
Une autoroute de 1 100 kilomètres devrait relier Karachi à la ville de Lahore ;
la route du Karakorum entre Rawalpindi et la frontière entre le Pakistan et la République populaire de Chine sera reconstruite.
La principale ligne ferroviaire qui relie Karachi à Peshawar sera modernisée pour permettre le transport ferroviaire à des vitesses pouvant atteindre jusqu'à 160 km/h à partir de décembre 2019,.
Le réseau ferroviaire pakistanais sera prolongé de Kachgar dans le but de le relier au chemin de fer méridional de Xinjiang en Chine.
Les 11 milliards requis seront obtenus par des prêts en contre-partie de concessions d'exploitation.
Pour mettre un terme à la pénurie récurrente d'énergie (évaluée à 4 500 MW, ce qui se traduirait par un manque à gagner de 2 à 2,5 % du PIB pakistanais), des consortiums privés construiront des infrastructures énergétiques au coût de 33 milliards $US.
Plus de 10 400 MW devraient être ajoutés au réseau énergétique du pays à la fin de 2018, la plupart des projets étant réalisés dans le cadre d'une initiative accélératrice du CPEC, le Early Harvest.
Un réseau de pipelines pour le GNL et le pétrole sera aussi mis en place, dont un pipeline au coût de 2,5 milliards pour relier Gwadar à Nawabshah ; il pourrait transporter du gaz naturel de l'Iran.
L'électricité de ces projets proviendra essentiellement de centrales à énergie fossile, mais des centrales hydroélectriques et solaires seront aussi mises à contribution.

## Impact économique

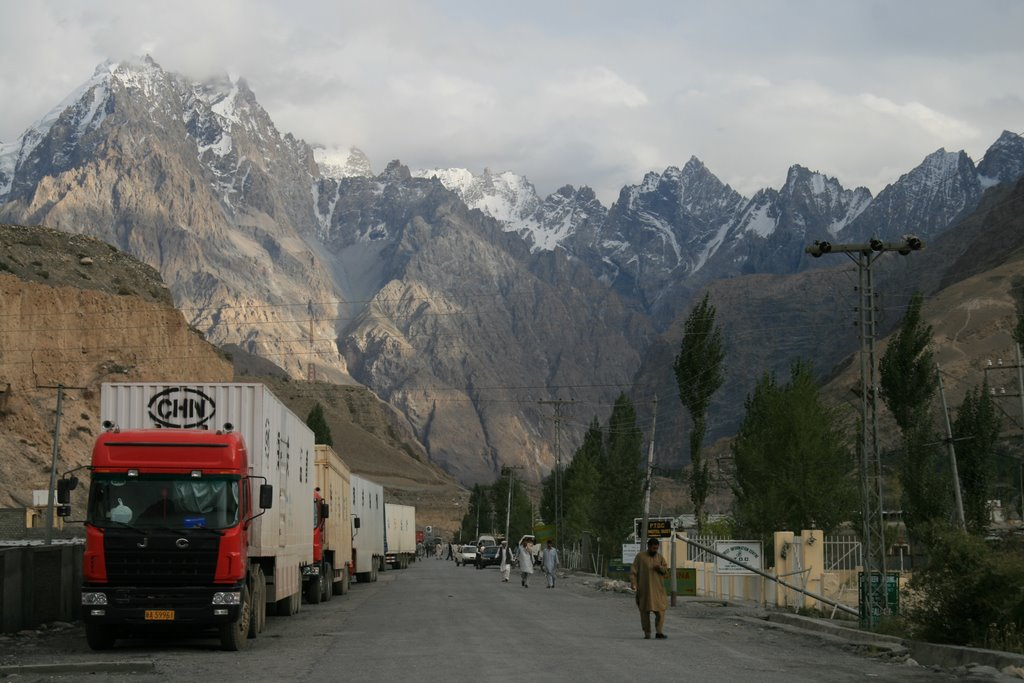
Camions de marchandises sur la route du Karakorum.

L'impact économique du CPEC serait semblable à celui du plan Marshall après la Seconde Guerre mondiale,,,.
Des responsables pakistanais prédisent que le CPEC va créer plus de 2,3 millions d'emplois entre 2015 et 2030, et ajouter entre 2 et 2,5 % au PIB annuel du pays.
Si tous les projets étaient réalisés, leur valeur serait égale à tous les investissements étrangers au pays depuis 1970,
montant qui représente 17 % du PIB 2015 du Pakistan.
Le 13 novembre 2016, le CPEC a permis le transport terrestre de cargos chinois qui ont été livrés au port de Gwadar d'où ils ont été transportés par navire en Afrique et en Asie de l'Ouest.
En 2018, le projet a contribué à une accélération de la croissance pakistanaise qui s'élève à 5,8 % du PIB, son plus haut niveau depuis 2005, mais celle-ci chute les années suivantes. La croissance est surtout favorisée par les multiples constructions, mais celles-ci creusent le déficit commercial du pays qui doit importer beaucoup de matériaux et de technologies, surtout de Chine. De plus, le déficit public du Pakistan se creuse et le rend vulnérable financièrement vu la hausse de l’endettement auprès de la Chine. Les investissements profitent peu aux entreprises locales et certains projets, comme la rénovation des lignes de chemin de fer, peinent à se concrétiser.